# Rubén Cartier

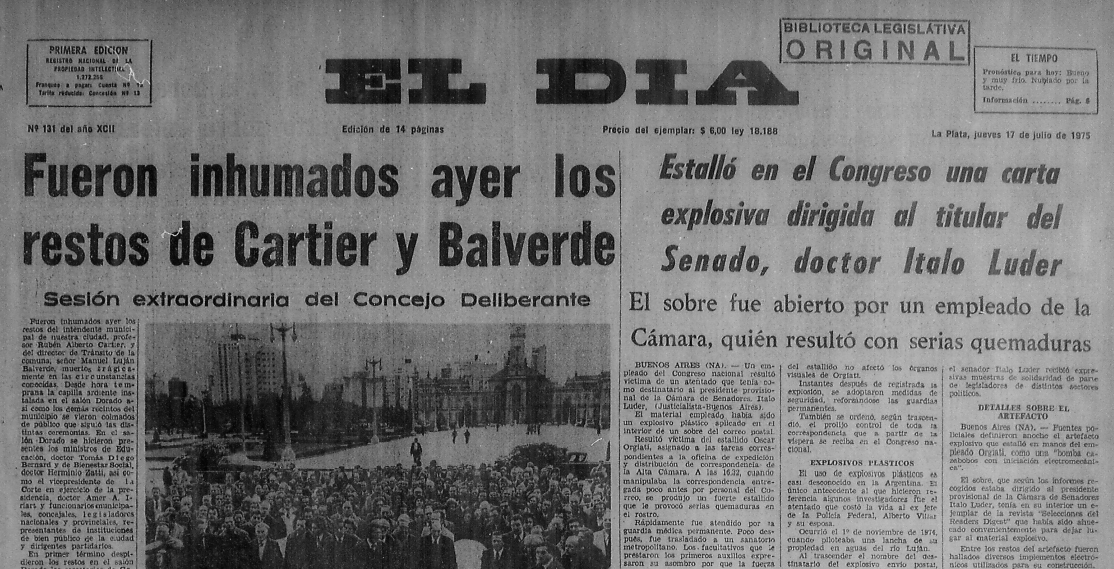
El cortejo fúnebre realizado en el Palacio Municipal de La Plata.

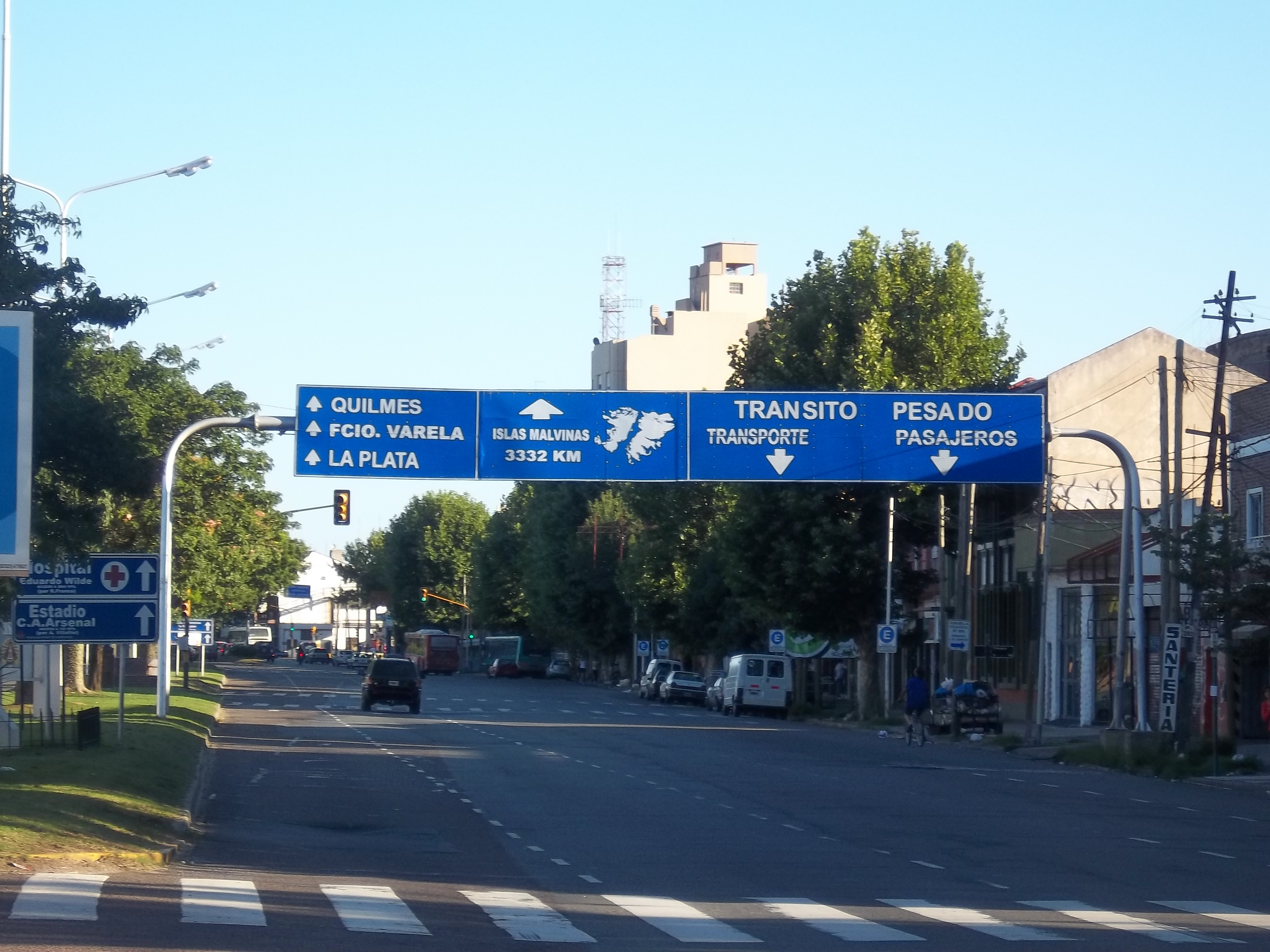
Avenida Mitre, en Sarandí a la altura del Viaducto, donde ejecutaron a Cartier.

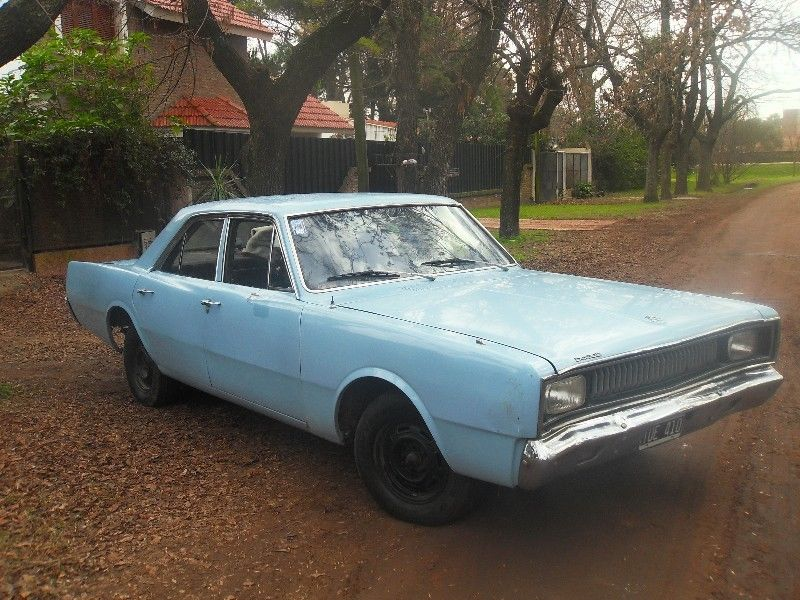
Modelo de Dodge en el que viajaba Cartier cuando fue ultimado.

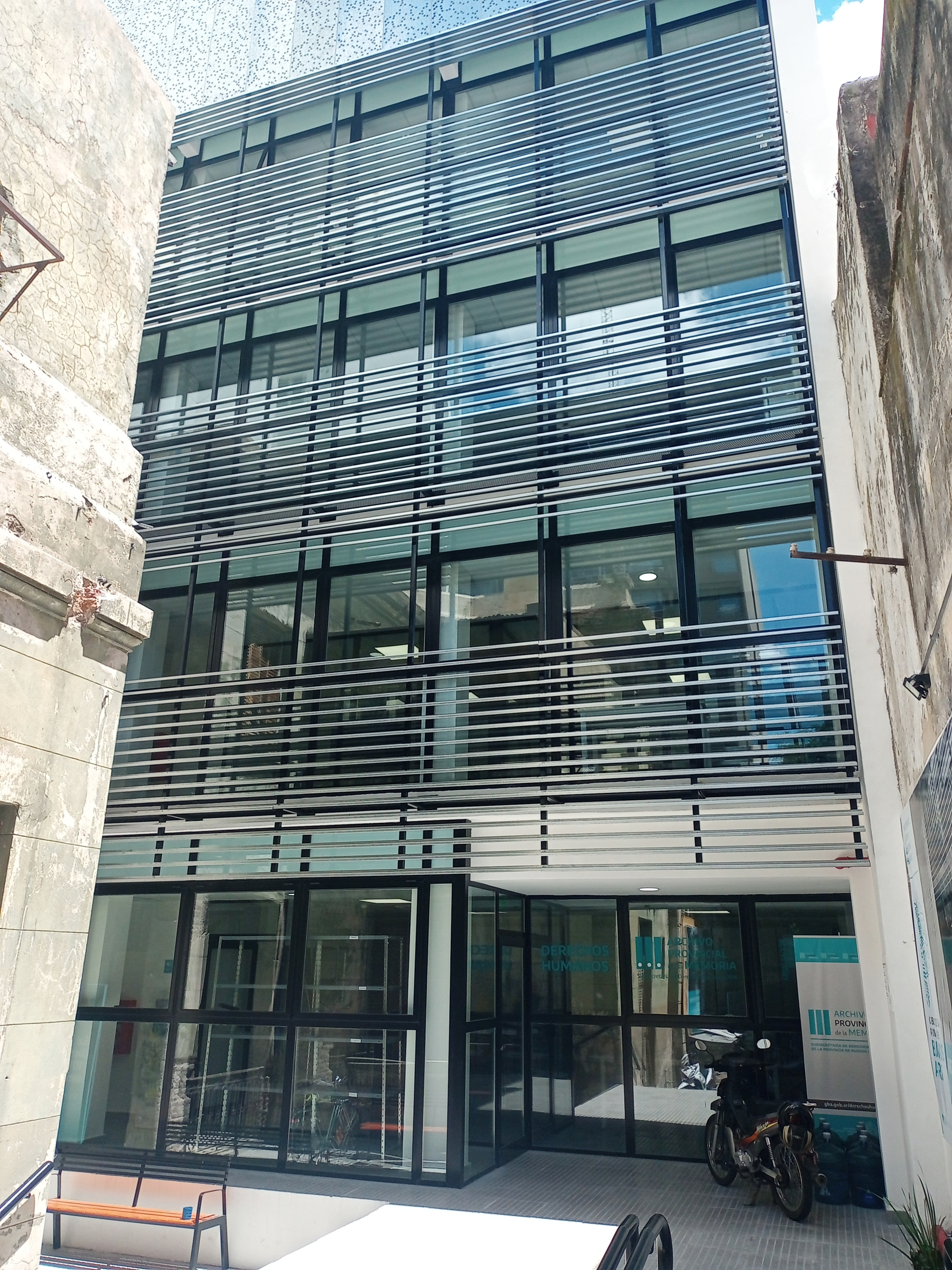
Archivo Provincial de la Memoria.

Rubén Alberto «el Chino» Cartier (n. Chivilcoy, Argentina, 16 de agosto de 1918 - f. Sarandí, Argentina, 14 de julio de 1975) fue un político, historiador y profesor argentino, dirigente del Partido Justicialista, que se desempeñó como Intendente de la ciudad de La Plata, Argentina, entre 1973 y 1975.
El 14 de julio de 1975 fue asesinado por un grupo parapolicial, en Sarandí, partido de Avellaneda, mientras viajaba desde la ciudad de La Plata hacia Buenos Aires para una reunión con gobernadores, funcionarios y referentes del peronismo. El crimen, según la versión de historiadores e investigadores más extendida, se le adjudica a la Concentración Nacional Universitaria, organización política armada de la llamada «derecha peronista».

## Biografía

### Actividad profesional y política
Nacido en la ciudad de Chivilcoy, provincia de Buenos Aires, Argentina, el 16 de agosto de 1918, Cartier se graduó como profesor de historia y geografía en la Facultad de Humanidades y Ciencias de la Educación de la Universidad Nacional de La Plata. Entre otros establecimientos de La Plata, Brandsen y Magdalena, dictó clases en la Escuela de Educación Media n°3 de Los Hornos, en la Escuela Superior de Comercio, en la Universidad Obrera Juan Domingo Perón y dirigió distintas cátedras en el Colegio Nacional Rafael Hernández de la capital bonaerense, además de desempeñarse como funcionario en la hoy Secretaría de Cultura y Educación bonaerense. También integró la comisión directiva de la Federación Gremial Universitaria (FGU), surgida en La Plata en 1950.
El golpe militar de la autodenominada Revolución Libertadora hizo que debiera cesar en los cargos educativos donde ejercía, debido a su afiliación política peronista. Pero en 1959 reanudó su carrera docente y fue consagrado como presidente de la Junta Coordinadora de Profesores de Enseñanza Superior de la Provincia de Buenos Aires. Y trabajó en la dirección de Enseñanza Media, Técnica y Vocacional bonaerense.
A partir de 1966, durante el régimen de facto encabezado por el general Juan Carlos Onganía, Cartier sostuvo su militancia política a través de actividades culturales y educativas. Fundó y dirigió la Escuela Sindical 1 de Mayo, dependiente de la filial regional de la Asociación Trabajadores del Estado (ATE), integró el Instituto de Investigaciones Históricas Juan Manuel de Rosas y formó parte de la Comisión Nacional Pro-Repatriación de sus restos. En 1968, cuando ganó el concurso para la dirección de la Escuela Media nº3 de Los Hornos, una aspirante a ese cargo lo denunció ante la Dirección General de Escuelas por su extracción peronista, «prolongando los estragos de la proscripción política que se reflejaban en la micropolítica».
Asumido como Intendente de La Plata tras las elecciones del 11 de marzo de 1973, a las que se presentó como candidato de la alianza electoral conformada por el FREJULI (Frente Justicialista de Liberación) que llevó como gobernador bonaerense a Oscar Bidegain, «en nombre del socialismo nacional, Rubén Cartier diseñó un plan de gobierno organizado a partir de la cogestión con Unidades Barriales, encargadas de impulsar la política y la vida comunal y atender los problemas locales».

«Asume hoy el justicialismo el gobierno de la comuna de la ciudad de La Plata y es fundamental reiterar que esta jornada histórica, de la que somos partícipes a nivel municipal, marca un hito trascendental para la República Argentina. Efectivizaremos la participación popular a través de un canal fluido de co-gestión de gobierno que serán las Unidades Barriales. Esta es la forma organizativa concreta que se desarrollará en un proyecto político. La conquista del Socialismo Nacional. Nuestra labor estará enmarcada en los objetivos de la Revolución para la Liberación Nacional dentro de la estrategia establecida por el General Perón y como integrantes del Movimiento Revolucionario de la Argentina que tiene en la clase trabajadora su columna vertebral y volcaremos nuestro mayor esfuerzo para servir prioritariamente a los sectores marginados.»
Discurso de asunción de Rubén Cartier, 25 de mayo de 1973.

Estas iniciativas «estaban en total sintonía con la propuesta del gobernador Bidegain de crear centros 
de articulación barrial, gestionados por los municipios, para controlar, por medio de la población organizada, el acaparamiento de productos, la especulación y el desabastecimiento artificial, proyectos que daban cuenta de algunas apuestas oficiales por construir formas de organización y participación popular que tendían a redefinir y minimizar las distancias entre pueblo y gobierno».

### Su asesinato
Afín a la llamada «izquierda nacional» en el marco de la disputa interna política del peronismo, Cartier fue asesinado por un grupo armado parapolicial, el lunes 14 de julio de 1975, cerca de las 21 horas, cuando se dirigía en automóvil (un Dodge Polara conducido por el chofer Víctor Edgardo Villalón) hacia la Ciudad Autónoma de Buenos Aires para una reunión con gobernadores argentinos y militantes peronistas; entre ellos, el mandatario riojano y futuro presidente argentino: Carlos Saúl Menem. Los funcionarios se dirigían a rubricar un documento frentista en defensa y apoyo de la gestión de la presidenta María Estela Martínez de Perón para acompañar al gobierno nacional hasta el fin del período constitucional, pero el auto de Cartier fue interceptado en la esquina de avenida Mitre y calle Supisiche, de la ciudad de Sarandí, partido de Avellaneda, por una camioneta Chevrolet Silverado, escoltada por un Ford Falcon, cuyos ocupantes acribillaron a balazos al jefe comunal. Junto a Cartier, viajaban su secretario privado: Alfredo Otero; y el director de Tránsito de la Municipalidad de La Plata: Manuel Luján Balverde, quien moriría un día después del hecho tras agonizar en un hospital zonal. Otero y Villalón sobrevivieron.

«Eran tiempos de la ominosa Triple A. No tardaron en hacerme saber que me iban a matar. No le di mayor importancia -relató, canchereando, para luego seguir-. Había combinado una entrevista con el intendente de La Plata, Rubén Cartier, y lo esperé en mi habitación del Hotel República. Pero quienes llegaron fueron el Gordo Gostanián y otros amigos, muy alterados, con la noticia de que a Cartier lo habían asesinado mientras se dirigía a nuestro encuentro. Entonces me trajeron a esta quinta (NdeR: la de Gostanián, donde se realizó esta entrevista que se cita con el historiador Pacho O'Donnell), tirado en el piso del auto, custodiado por algunos de la Federal que me eran leales y después, en cuanto se pudo, viajé a La Rioja, donde estaba más seguro»
Carlos Saúl Menem.

En efecto, el propio Cartier había decidido, semanas antes del hecho, que su familia (su actual pareja, Norys Landa, y sus hijos Rubén, Cristina y María Eva Claudia) permaneciera oculta en una casona de la zona rural del partido de Magdalena por temor a algún atentado. «En sus últimos días, más que intendente peronista, Cartier vivía como un opositor perseguido por una dictadura militar».
El luctuoso episodio sucedió en el marco de la profundización de la interna política que vivía el Partido Justicialista tras el fallecimiento de su líder, Juan Domingo Perón, en 1974, entre las organizaciones de la Tendencia Revolucionaria Peronista y el grupo parapolicial de la Triple A.
Aunque distintas investigaciones le adjudican el atentado, históricamente, a una acción planificada por integrantes platenses de la Concentración Nacional Universitaria, con la coordinación al mando del represor Carlos «el Indio» Castillo en el marco de la disputa interna que el intendente Cartier mantenía con el gobernador bonaerense Victorio Calabró, quien había sumido en enero de 1974 tras la renuncia de Oscar Bidegain al ejecutivo provincial. Pero la organización de ultraderecha negó la autoría del crimen, expresando, en un comunicado de época, «su más enérgico repudio por este nuevo hecho de sangre que enluta al país y que, como muchos anteriores, forma parte de la estrategia del enemigo sinárquico, cuyos objetivos son la destrucción del Movimiento Nacional Justicialista y de la Nación Argentina».

«En este último caso converge, a mediados de 1975, el asesinato del intendente platense profesor Rubén Cartier, cuyo
vehículo fue acribillado a balazos cuando viajaba de La Plata a Buenos Aires en el partido de Lomas de Zamora (sic) -hecho atribuido a la 'pesada' de Calabró- con lo acontecido, hacia finales de año, al jefe comunal de General San Martín, Alberto Manuel Campos -gremialista de la resistencia, alineado en el verticalismo-, presuntamente acribillado a manos de Montoneros»
Damián Antúnez.

El cortejo fúnebre se realizó el 16 de julio de 1975, desde las escalinatas del Palacio Municipal de La Plata hasta la Catedral local, con una amplia presencia de dirigentes de los distintos partidos políticos, tanto oficialistas como de la oposición, tras lo cual se ofició la sesión especial del Consejo Deliberante donde se les rindió homenaje a Cartier y Balverde.
Cartier fue sustituido en el cargo, según lo establecía la ley orgánica del Cuerpo, por el presidente del Consejo Deliberante de La Plata: Juan Pedro Brun, dirigente justicialista y gremialista de la Asociación de Profesionales del Turf.

## Memoria
El Archivo Provincial de la Memoria, en la provincia de Buenos Aires, Argentina, contiene un acervo histórico documental constituido a partir de la investigación, el revelamiento, la recopilación y la clasificación de fondos y colecciones documentales existentes en las dependencias de los tres poderes del Estado Provincial (Ejecutivo, Legislativo y Judicial), entes descentralizados, autárquicos e instituciones municipales que hagan referencia, de modo directo o indirecto, a lo acontecido en la sociedad civil, en territorio bonaerense, durante la vigencia del terrorismo de Estado en la última dictadura cívico-militar de Argentina.
La Colección Hipódromo de La Plata alberga una copia de diversas documentaciones del Hipódromo de La Plata, ingresadas a partir de un convenio interinstitucional que incluye el relevamiento, la conservación preventiva, el tratamiento archivístico y la digitalización de estos materiales por parte del APM, rastreando tanto a trabajadores y trabajadoras víctimas de desaparición forzada y asesinato como a miembros de la organización parapolicial de ultraderecha: Concentración Nacional Universitaria.

## Homenaje
Al conmemorarse el cincuentenario de su asesinato, Rubén Cartier recibió su primer homenaje oficial, bajo la gestión del intendente Julio Alak, en el Salón Dorado del Palacio Municipal de La Plata, cuando se condecoró a la familia del exintendente y a la de su asesor, Manuel Luján Balverde, y se presentó un libro de investigación sobre su trayectoria política y biográfica, como parte de un proyecto de reparación política e institucional impulsado por la comuna platense a través de la Subsecretaría de Derechos Humanos, el Archivo General Municipal y la Facultad de Humanidades y Ciencias de la Educación de la Universidad Nacional de La Plata.
A su vez, funcionarios municipales y provinciales, dirigentes y personalidades de diversos partidos políticos, junto a familiares de Cartier y Balverde, realizaron un acto en su memoria en la sede del Partido Justicialista en la ciudad de La Plata el pasado 14 de julio de 2025.